# Marc Bartra
Marc Bartra Aregall (* 15. Januar 1991 in Sant Jaume dels Domenys, Provinz Tarragona) ist ein spanischer Fußballspieler auf der Position eines Abwehrspielers, der bei Betis Sevilla unter Vertrag steht.

## Vereinskarriere

### Jugend
Bartra wurde in der kleinen Ortschaft Sant Jaume dels Domenys in der katalanischen Provinz Tarragona geboren und begann seine aktive Karriere als Fußballspieler im Jugendbereich von Espanyol Barcelona, dem er bis 2002 angehörte und dabei in verschiedenen Jugendspielklassen zum Einsatz kam. Im Alter von elf Jahren wechselte er schließlich in die Nachwuchsakademie des FC Barcelona, La Masia. Dort kam er in verschiedenen Nachwuchsmannschaften zum Einsatz und stand in der Saison 2009/10 als ältester Spieler dieser Altersklasse im Kader der A-Junioren des Vereins.

### FC Barcelona
Sein Debüt in der zweiten Mannschaft des FC Barcelona gab Bartra am 30. August 2009 bei der 0:3-Auswärtsniederlage gegen den FC Badalona, als er in der 63. Spielminute für Armando Lozano eingewechselt wurde. Nach einigen Spielen für den FC Barcelona B wurde der 19-Jährige in den Kader der Profimannschaft geholt, in dem er unter anderem auch während einiger Spiele der Champions-League-Saison 2009/10 stand. Zu seinem Profidebüt kam Bartra schließlich am 14. Februar 2010 bei der 1:2-Auswärtsniederlage gegen Atlético Madrid. In der Begegnung ersetzte er ab der 61. Spielminute Jeffrén Suárez. Er ist der zwölfte Akademiespieler, der unter Trainer Pep Guardiola sein Debüt im Profiteam gab.
Mitte April 2010 zeigte Real Madrid Interesse an einer Verpflichtung Bartras, dessen Vertrag mit Saisonende 2009/10 endete. Er entschied, in Barcelona zu bleiben und unterschrieb dort am 11. Juni 2010 seinen ersten Profivertrag mit Laufzeit bis 2012. Ab der Saison 2012/13 stand er im Kader der ersten Mannschaft. Dort war ihm aber meist die Rolle eines Ergänzungsspielers zugedacht; in vier Saisons brachte er es insgesamt auf 59 Ligaeinsätze.

### Borussia Dortmund

#### Saison 2016/17
Zur Saison 2016/17 wechselte Bartra per Ausstiegsklausel für acht Millionen Euro in die Bundesliga zu Borussia Dortmund und erhielt einen Vierjahresvertrag. Sein Bundesliga-Debüt für den BVB gab er am 27. August 2016 (1. Spieltag) beim 2:1-Heimsieg gegen den 1. FSV Mainz 05. Am 14. September debütierte er beim 6:0-Auswärtssieg gegen Legia Warschau für den BVB in der Champions League und erzielte dabei den Treffer zum 3:0.
Bei dem Sprengstoffanschlag auf den Mannschaftsbus von Borussia Dortmund am Abend des 11. April 2017 wurde Bartra am rechten Arm und an der Hand verletzt und nach notärztlicher Versorgung ins Krankenhaus gebracht. Er zog sich einen Bruch der Speiche im rechten Handgelenk sowie Fremdkörpereinsprengungen am Arm zu. Seine Rückkehr in den Bundesligakader des BVB gab er nach rund vierwöchiger Verletzungspause am vorletzten Spieltag der Saison beim 1:1 gegen den FC Augsburg, bei dem er ohne Einsatz blieb. Am 20. Mai 2017 kam er am letzten Spieltag beim Heimspiel gegen Werder Bremen erstmals wieder zum Einsatz. Bei dem 4:3-Sieg, der Borussia Dortmund den dritten Platz in der Abschlusstabelle und die direkte Qualifikation für die Champions-League-Saison 2017/18 sicherte, stand er wegen einer Verletzung von Marcel Schmelzer in der Startelf und absolvierte die komplette Spielzeit. Insgesamt kam er in der Saison zu 19 Ligaeinsätzen.
Am 27. Mai 2017 gewann er mit dem DFB-Pokal seinen ersten Titel beim BVB. Beim 2:1-Sieg im Finale gegen Eintracht Frankfurt stand er in der Startelf und wurde in der 76. Minute für Erik Durm ausgewechselt. Die Manschette, die er nach dem Anschlag im Pokalfinale zum Schutz des verletzten Armes trug, übergab Bartra bei seinem Abschied im Januar 2018 dem Vereinsmuseum.

#### Saison 2017/18
Sein erstes Bundesligator erzielte Bartra am 19. August 2017 (1. Spieltag) beim 3:0-Sieg des BVB gegen den VfL Wolfsburg mit dem Treffer zum 2:0 in der 27. Spielminute. Er widmete das Tor den Todesopfern des zwei Tage zuvor erfolgten Terroranschlages in seiner Heimatstadt Barcelona.

### Betis Sevilla
Nachdem Bartra unter dem neuen Trainer Peter Stöger hinter Sokratis, Ömer Toprak und dem im Winter verpflichteten Manuel Akanji nominell nur noch vierter Innenverteidiger war, wechselte er am 30. Januar 2018 zu Betis Sevilla. Er erhielt beim Vorjahres-15. der Primera División einen bis zum 30. Juni 2023 laufenden Vertrag.

### Trabzonspor
Im Sommer 2022 wechselte er in die Türkei zu Trabzonspor und unterschrieb dort einen Vertrag bis 2025.

### Rückkehr nach Sevilla
Nach nur einem Jahr in der Türkei kehrte er im Juli 2023 zu Betis Sevilla zurück.

## Nationalmannschaften
Nachdem er 2009 in der spanischen U-18-Auswahl internationale Erfahrung gesammelt und drei Länderspiele absolviert hatte, kam Bartra im gleichen Jahr in die spanische U-19-Nationalmannschaft. Sein Debüt im U-19-Team gab er am 3. November 2009 in einem Qualifikationsspiel zur U-19-EM 2010 in Frankreich. Beim 5:1-Sieg über die U-19 Mazedoniens spielte er über die komplette Spieldauer. Er war einer von sieben Spielern des FC Barcelona, die während der Eliterunde Mitte April 2010 im Kader der spanischen U-19-Nationalmannschaft standen. Mit der Mannschaft qualifizierte er sich für die U-19-Europameisterschaft 2010. In der Endrunde bestritt Bartra jedes der fünf Spiele von Beginn an und verlor mit seinem Team im Finale gegen Frankreich.
Im folgenden Jahr nahm Bartra mit der U-20-Auswahl an der Weltmeisterschaft in Kolumbien teil, bei der er erneut zur Stammformation gehörte. Dort unterlag Spanien im Viertelfinale dem späteren Sieger Brasilien im Elfmeterschießen. Bei der U-21-EM 2013 spielte er als Innenverteidiger und gewann mit der spanischen Mannschaft das Turnier.
Am 16. November 2013 debütierte er für die spanische A-Nationalmannschaft beim 2:1-Auswärtssieg im Freundschaftsspiel gegen Äquatorialguinea.
Bei der Europameisterschaft 2016 in Frankreich gehörte er dem Aufgebot Spaniens an, war aber einer von drei Feldspielern, die im Turnier nicht eingesetzt wurden.

## Privatleben
Bartra war mit der Journalistin Melissa Jiménez verheiratet. Ihre erste gemeinsame Tochter Gala kam am 18. August 2015 zur Welt, ihre zweite Tochter Abril am 25. April 2018. Das gaben beide via Social Media bekannt. Der Name „Abril“ ist spanisch für „April“ und wurde von Bartra und Jiménez aufgrund des im April stattgefundenen Anschlags ausgesucht. Der gemeinsame Sohn Max kam 2019 zur Welt; dies wurde erneut via Social Media bekanntgegeben.
Er hat einen Zwillingsbruder, der als Jugendlicher ebenfalls Fußball spielte und nun als Jugendtrainer tätig ist.

## Erfolge und Titel

### Vereine
FC Barcelona
- FIFA-Klub-Weltmeister (1): 2015
- UEFA Champions League (2): 2010/11, 2014/15
- Spanische Meisterschaft (3): 2012/13, 2014/15, 2015/16
- Spanischer Pokal (2): 2014/15, 2015/16
- Spanischer Supercup (1): 2013
- UEFA Super Cup (2): 2011, 2015

Borussia Dortmund
- DFB-Pokal (1): 2016/17

Betis Sevilla
- Spanischer Pokal (1): 2021/22

### Nationalmannschaft
- U-21-Europameister (1): 2013